# Pune Airport
Pune Airport (IATA-code: PNQ, ICAO-code: VAPO) is een vliegveld 11 km ten noordoosten van het centrum van Pune, in de westelijke staat Maharashtra in India. De luchthaven is een hub voor IndiGo en telde van april 2024 tot maart 2025 10.457.694 passagiers. Het is de op acht na drukste luchthaven van India.
De openbare luchthaven is een civiele enclave die wordt beheerd door de Airports Authority of India aan de westkant van Lohagaon Air Force Station, een vliegbasis van de Indian Air Force. Pune Airport heeft een 2.540 m lange landingsbaan georiënteerd 10/28. Een voormalige secundaire landingsbaan wordt nu door de Indian Air Force gebruikt als taxibaan. Een parallelle taxibaan van 2.200 m × 23 m werd door de Airports Authority of India aangelegd om de civiele exploitatie aan de zuidkant van baan 10/28 te vergemakkelijken. Het vliegveld is uitgerust met nachtlandingsfaciliteiten en navigatiefaciliteiten. Aangezien de luchtverkeersleiding van Pune wordt beheerd door de IAF, is er vaak wrijving tussen de AAI en de IAF over vluchtschema's en nachtlandingen. Dit belemmert de groeimogelijkheden van de luchthaven, en plannen bestaan om een nieuwe luchthaven bij Pune te bouwen.
Het vliegveld werd in 1939 opgericht door de Britse Royal Air Force als RAF Poona om luchtbeveiliging te bieden aan de stad Mumbai. De basis was de thuisbasis van de De Havilland Mosquito en Vickers Wellington bommenwerpers tijdens de Tweede Wereldoorlog en Supermarine Spitfire gevechtsvliegtuigen. In mei 1947 nam de Royal Indian Air Force de leiding over het vliegveld.